# Prospecção geofísica
A prospecção geofísica consiste num conjunto de trabalhos que inclui medidas dos campos físicos ou das variações na propagação de ondas até o estudo da relação das medidas obtidas com as feições subsuperficiais. Na íntegra, o conjunto de trabalhos envolve: estudos geofísicos ditos preliminares, a preparação da área, as medidas propriamente ditas, a apresentação das medidas, o tratamento das mesmas e, finalmente, a interpretação do que foi medido, que corresponde à obtenção de informação sobre a subsuperfície.
A prospecção geofísica não é um trabalho realizado isoladamente, mas faz parte de uma sequência de trabalhos de reconhecimento, detalhamento e avaliação (ou cubagem) de uma área cujo fim é, em geral, a exploração de depósitos minerais de valor econômico até profundidades que chegam a cinco quilômetros, como é o caso da prospecção de petróleo. Por isso mesmo, a prospecção geofísica é também chamada de exploração geofísica. 
Além disso, existem diversos métodos geofísicos que podem ser aplicados e estes variam de acordo com o estudo e com as propriedades do material que está sendo investigado, estes variam entre: eletrorresistividade, magnetometria, gravimetria, eletromagnéticos e sísmicos.